# El Café Chorale
El Café Chorale es un coro que pertenece al Instituto Costarricense Pro Música Coral. Se fundó en 1994 y es uno de los grupos corales más distinguidos y respetados de Costa Rica. El Café Chorale se dedica al estudio, difusión y promoción del desarrollo coral en este país. Le ha dado énfasis principalmente al repertorio vocal a capela.
El Café Chorale ha desarrollado una importante labor y experiencia en el montaje y producción de obras sinfónico-corales, en especial, de repertorio escrito originalmente para ensambles de cámara en composiciones de Dietrich Buxtehude, Marc-Antoine Charpentier, Camille Saint-Saëns, Gabriel Fauré, Georg Friedrich Händel, Paul Steegmans y Giuseppe Verdi. Así también, ha interpretado repertorio con acompañamiento de compositores costarricenses, en particular La Cantata "Homenaje a Jorge Debravo", escrita por los Maestros Eddie Mora, Alejandro Cardona, Carlos Escalante y Carlos Castro y la "Sinfonía de las Humanidades" del compositor Marvin Camacho.
Ha compartido escenario internacionalmente con coros de extraordinario nivel tales como: Accelerando de Alemania, Cantemus Pro-Música de Hungría, San José Choral Project de Estados Unidos, Krynitchka de Grecia, Liederkranz de Alemania, Psalmus de Lituania, Albert Mc Neil Chamber Singers de Estados Unidos, Kantikum de Rumania entre otros.
El Café Chorale ha grabado varios discos compactos y ha representado a la cultura Coral Costarricense en Alemania, Austria, Bélgica, Estados Unidos, Inglaterra, República Checa, Eslovaquia y Suiza, Italia, España, Corea del Sur. Ha recibido innumerables premios y reconocimientos, es Coro tres veces ganador del Premio Nacional de Música (1999, 2003 y 2007) y ganador del premio Áncora (2003-2004).
.

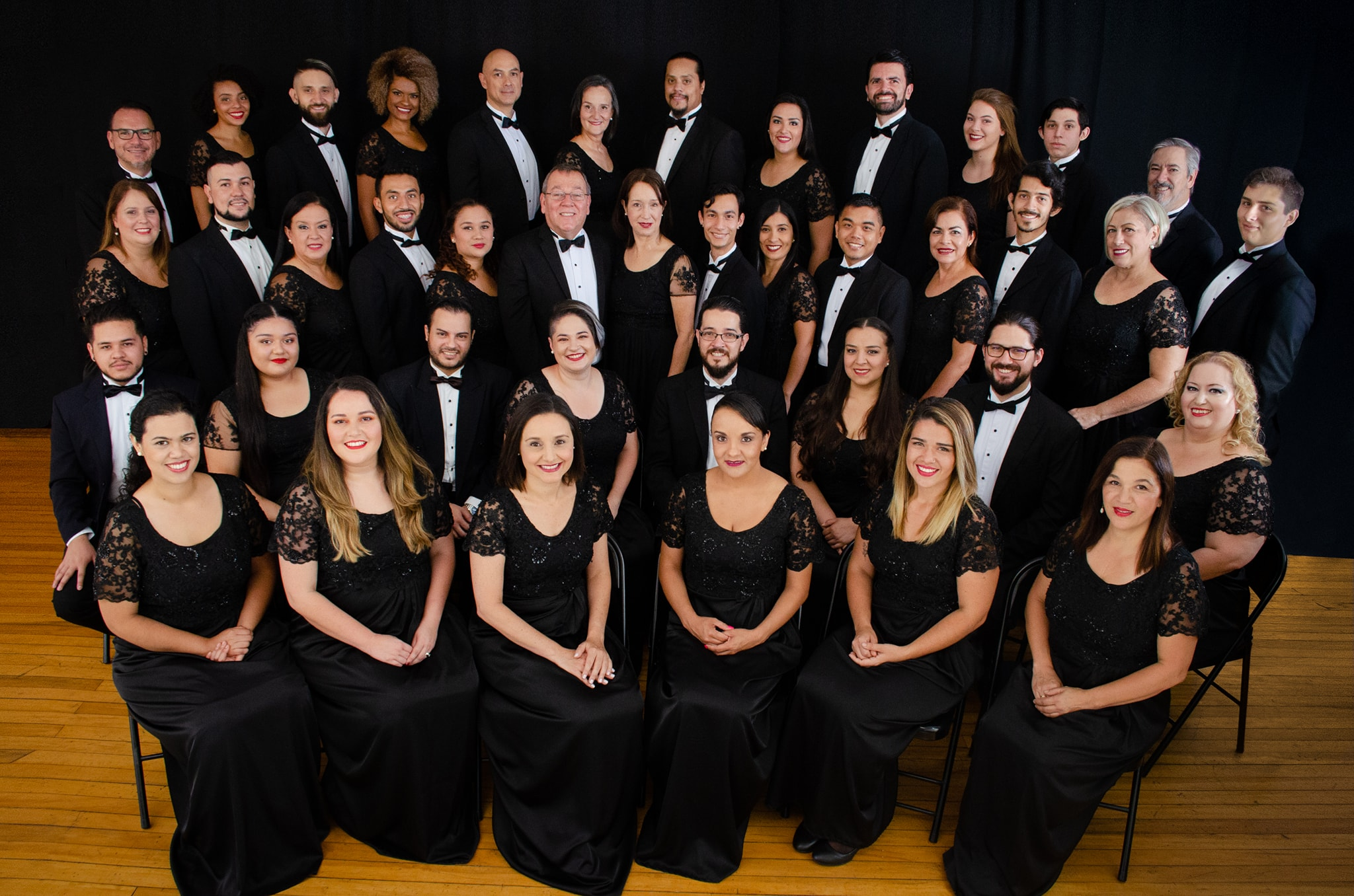
25 Años de Gloria. El Café Chorale de Costa Rica en 2019

Desde el año 2016 y hasta la actualidad su presidente es Allan Salas Ureña, integrante de la cuerda de los bajos y con más de 10 años de pertenecer a la agrupación. 
El director del coro es el Maestro David Ramírez, profesor universitario, Catedrático de la Universidad Nacional de Costa Rica y Máster de Honor de la Universidad Estatal de California, Los Ángeles.

## Premios
- Segundo lugar, medalla de plata (Categoría por Folclore a capela), 7 Förderkreis Internationale Chortage Mainhausen, (Alemania, 1998)
- Segundo lugar, medalla de plata (Categoría por Estilos a capela), 7 Förderkreis Internationale Chortage Mainhausen, (Alemania, 1998)
- Premio Nacional de Música (Costa Rica, 1999)
- Primer lugar, medalla de oro (Categoría Folclore con acompañamiento), Harmonie Festival (Alemania, 1999)
- Segundo lugar, medalla de plata (Categoría Folclore a capela), Harmonie Festival (Alemania, 1999)
- Tercer lugar, medalla de bronce (Categoría por estilos a capela), Harmonie Festival (Alemania, 1999)

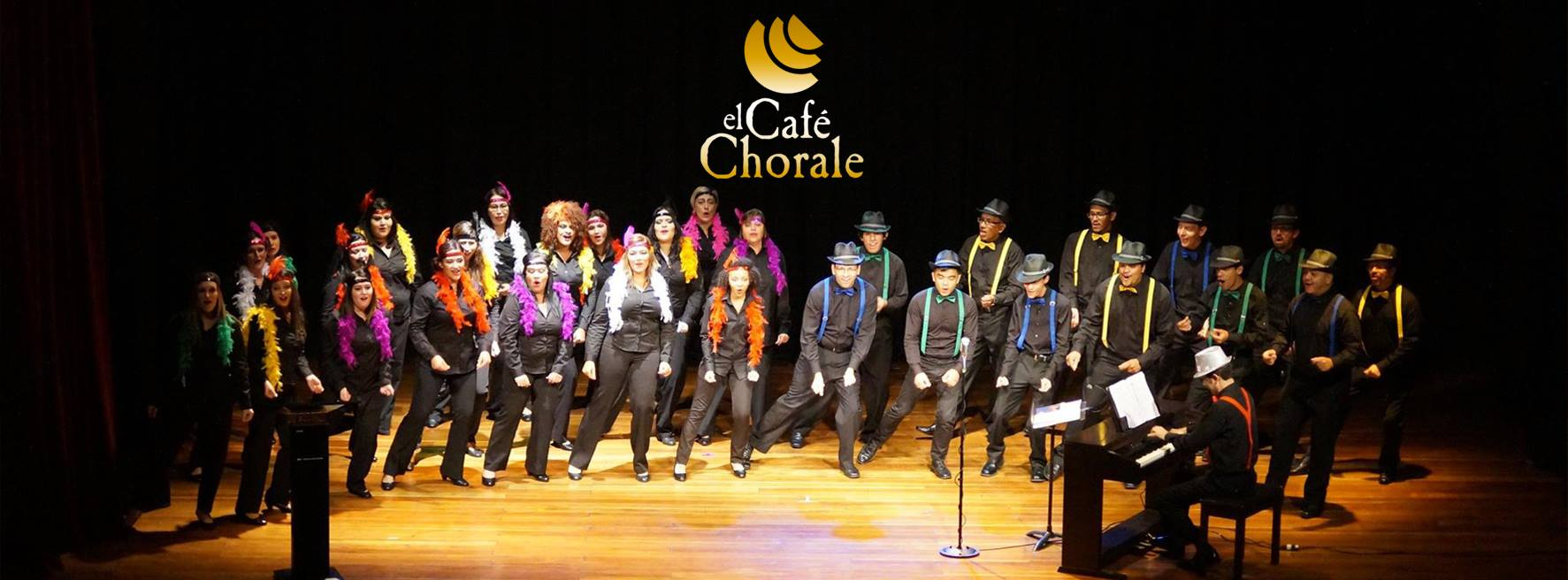
Concierto de Gala 'BROADWAY, JAZZ & ROCK' - 2016

- Premio Nacional de Música (Costa Rica, 2003)
- Primer lugar, medalla de oro (Categoría Renacimiento, Estilo Romántico y Contemporáneo). Förderkreis Internationale Chortage Mainshausen (Alemania, 2003)
- Premio Áncora (Costa Rica, 2003-2004)
- Primer lugar, medalla de oro (Categoría Folclore a capela), Harmonie Festival (Alemania, 2005)
- Tercer lugar, medalla de plata (Categoría Folclore con acompañamiento), Harmonie Festival (Alemania, 2005)
- Tercer lugar, medalla de oro (Categoría Estilos), Harmonie Festival (Alemania, 2005)
- Premio Nacional de Música (Costa Rica, 2007)
- Tercer lugar, medalla de plata (Categoría Folclore a capela), Harmonie Festival (Alemania, 2011)
- Primer lugar, medalla de bronce (Categoría Folclore con acompañamiento), Harmonie Festival (Alemania, 2011)
- Primer lugar (Categoría Única: Música Sacra), Langenselbolder Chorfestival (Alemania, 2011)
- Tercer lugar, medalla de plata (Categoría Coro Masculino). Internationale Chortage Mainhausen (Alemania, 2011)
- Segundo lugar, medalla de plata (Categoría Coro Femenino a capela), Festival Internacional de Música de Cantonigrós (España, 2015)

- Tercer lugar, medalla de bronce (Categoría Coro mixto a capela), Festival Internacional de Música de Cantonigrós (España, 2015)

## Giras Internacionales
- 1998, Alemania
- 1999, Alemania
- 2000, Los Ángeles, Estados Unidos
- 2001, Suiza - Alemania
- 2003, Bélgica - Alemania
- 2005, Inglaterra - Alemania
- 2007, República Checa - Alemania
- 2011, Austria - Alemania - Eslovaquia
- 2013, Norteamérica - Estados Unidos
- 2015, Europa
- 2020, Asia - Corea del Sur

## Discografía
- Ritmos Latinoamericanos (1997)
- Cosecha Latina (2000)
- Al grano (2002)
- Hoy ha nacido (2003)
- Esencias del café (2006)
- Latinoamérica más cerca (2007)
- Presagios (2007)
- Nuestra mejor cosecha: El Café Chorale 15 años (2009)
- Presagios: Memoria musical costarricense | Volumen 1 (2010)
- Llegó la Navidad (2011)
- 20 Aniversario Bravissimo (2014)